# Dionigi Coppo
Dionigi Coppo (Brescia, 15 dicembre 1921 – Roma, 4 agosto 2003) è stato un politico e sindacalista italiano.

## Biografia
Fu segretario generale aggiunto della CISL dal 1959 al 1969 e senatore per la Democrazia Cristiana dal 1963 al 1979.
Assunse l'incarico di Sottosegretario agli affari esteri nel governo Rumor II (agosto 1969 - febbraio 1970). Fu anche Ministro per gli enti vigilati dalla Presidenza del Consiglio nel Governo Rumor IV (luglio 1973 - marzo 1974), Ministro della marina mercantile nel governo Rumor V (marzo - novembre 1974) e Ministro del Lavoro e della previdenza sociale nel governo Andreotti II (giugno 1972 - giugno 1973).
Morì il 4 agosto 2003 all'età di 81 anni.